# Горизонт частинок
Горизонт частинок (також званий космологічним горизонтом, супутнім горизонтом (у тексті Скотта Додельсона) або космічним світловим горизонтом) — це максимальна відстань, з якої світло від частинок могло потрапити до спостерігача в епоху Всесвіту. Подібно до концепції земного горизонту, він являє собою межу між спостережуваними та неспостережуваними областями Всесвіту, тому його відстань у сучасну епоху визначає розмір спостережуваного Всесвіту. Завдяки розширенню Всесвіту вік Всесвіту не просто помножений на швидкість світла (приблизно 13,8 мільярда світлових років), а скоріше на швидкість світла, помножену на конформний час. Існування, властивості та значення космологічного горизонту залежать від конкретної космологічної моделі.